# Clathrotropis brachypetala
Clathrotropis brachypetala là một loài thực vật có hoa trong họ Đậu. Loài này được (Tul.) Kleinhoonte miêu tả khoa học đầu tiên.